# Hatchet
Hatchet is een Amerikaanse slasherfilm uit 2006 die is geschreven en geregisseerd door Adam Green. In de film spelen onder meer Joel David Moore, Kane Hodder, Deon Richmond, Tamara Feldman, Richard Riehle, Mercedes McNab, Robert Englund en Tony Todd.
De film werd opgevolgd door de films Hatchet II, Hatchet III en Victor Crowley. Daarna volgde een stripserie.

## Plot
De film volgt een groep toeristen op een spooktocht door het moeras van New Orleans, die per ongeluk in de wildernis stranden, maar worden opgejaagd door een wraakzuchtige, bovennatuurlijke misvormde man die iedereen vermoordt die het moeras binnenkomt.

## Rolverdeling
- Amara Zaragoza als Marybeth Dunstan (als Tamara Feldman)
- Joel David Moore als Ben
- Deon Richmond als Marcus
- Mercedes McNab als Misty
- Joleigh Fioreavanti als Jenna
- Parry Shen als Shawn
- Joel Murray als Doug Shapiro
- Kane Hodder als Victor Crowley en Mr. Crowley
  - Rileah Vanderbilt als jonge Victor Crowley
- Richard Riehle als Jim Permatteo
- Patrika Darbo als Shannon Permatteo
- Robert Englund als Samson Dunstan
- Joshua Leonard als Ainsley Dunstan
- Tony Todd als Eerwaarde Zombie